# Mas de les Brucardes
les Brucardes és un mas al terme municipal de Sant Fruitós de Bages (Bages) catalogat a l'Inventari del Patrimoni Arquitectònic de Catalunya. Antigament havia rebut el nom de Mas Brucart i es consolidà el segle xviii, coincidint amb l'auge de la vinya. A partir d'aleshores es troba documentat com les Brucardes. A mitjans del segle xx el mas es transformà en hostal, sofrint reformes importants, sobretot a l'interior. Ha mantingut aquesta funció de manera ininterrompuda fins avui dia. A la dècada dels seixanta s'anà desenvolupant al seu voltant un nucli residencial.
Mas d'estructura complexa degut a les transformacions que ha anat rebent al llarg del temps. L'estructura originària és un cos rectangular amb coberta irregular de dos vents, i amb el carener perpendicular a la façana. Aquest cos ha esdevingut el nucli de l'actual edifici, havent-s'hi adossat un cos rectangular de tres plantes a migdia i un altre, també rectangular, amb coberta a un vent, que és per on avui s'accedeix, mitjançant escales exteriors, a la planta principal. A la planta superior d'aquest cos hi ha una galeria amb arcs de mig punt construïts amb maó. L'entrada tradicional al mas s'efectuava a la façana de llevant mitjançant un gran portal rectangular format amb carreus de pedra picada. Convé destacar els cinc contraforts del cantó nord i els tres més grossos que hi ha al cantó de migdia.